# Белая масаи
«Белая масаи» (нем. Die weiße Massai) — фильм режиссёра Хермины Хунтгебурт с Ниной Хосс и Джеки Идо в главных ролях. Картина основана на автобиографическом романе Коринны Хофман «Белая масаи», повествующем о браке швейцарки и воина из племени масаи.

## Сюжет
Карола — немка, проживающая в Швейцарии. Она уезжает на отдых с другом в Кению. Здесь Карола встречает воина масаи Лемалиана, одетого в национальные одежды, и сразу же влюбляется в него. Женщина отказывается улетать из страны и отправляется в родную деревню африканца.
Лемалиан отвечает Кароле взаимностью, и вскоре они женятся. Карола окончательно переселяется в Кению, где начинает заниматься предпринимательством. В то же время она пытается бороться с обычаями местного населения, кажущимися ей дикими. Например, женское обрезание и обвинения в колдовстве. 
Через несколько лет совместной жизни Карола рожает дочь. Лемалиан начинает всё больше ревновать жену, ему кажется, что девочка — не его ребёнок. Уставшая от этого Карола принимает решение покинуть страну вместе с дочерью.  

## В ролях
| Актёр                   | Роль           |
| ----------------------- | -------------- |
| Нина Хосс               | Карола         |
| Джеки Идо               | Лемалиан       |
| Катя Флинт              | Элизабет       |
| Антонио Престер         | отец Бернандо  |
| Янек Рике               | Стефан         |
| Хелен Намасо Ленамаркен | мать Лемалиана |
| Барбара М. Арен         | мать Каролы    |

## Критика
Фильм был в целом положительно принят критиками. На сайте Rotten Tomatoes его рейтинг составляет 71 процент[≡]. Рецензент газеты Toronto Star Питер Хауэлл отметил огрехи в сценарии, но при том положительно оценил операторскую работу и актёрскую игру Хосс и Идо. Пол Бирнс в The Sydney Morning Herald похвалил картину за то, что она поднимает сложный вопрос о возможности романтических отношений между представителями двух разных культур.

## Награды и номинации
| Награды и номинации                    | Награды и номинации | Награды и номинации | Награды и номинации | Награды и номинации |
| Награда                                | Год                 | Категория           | Номинирован(а)      | Итог                |
| -------------------------------------- | ------------------- | ------------------- | ------------------- | ------------------- |
| Международный кинофестиваль в Бангкоке | 2006                | Лучший фильм        |                     | Номинация           |
| Баварская кинопремия                   | 2006                | Лучшая актриса      | Нина Хосс           | Победа              |